# 境村 (栃木県)
境村（さかいむら）は栃木県那須郡に属していた村である。

## 地理
現在の那須烏山市、旧烏山町の東部に位置する。
- 河川：那珂川、木須川、小木須川

## 歴史
村名は、常陸と下野の国境に位置していることに由来する。

### 村域の変遷
- 1889年（明治22年）4月1日 - 町村制施行により、上境村、下境村、大木須村、小木須村、横枕村、大沢村、宮原村、小原沢村が合併し那須郡境村が成立する。
- 1954年（昭和29年）3月31日 - 境村は烏山町、向田村、七合村とともに合併し烏山町が発足。境村は消滅。

変遷表
| 1868年 以前 | 1868年 以前 | 明治22年 4月1日 | 昭和29年 8月1日 | 平成17年 10月1日 | 現在       |
| ----------- | ----------- | --------------- | --------------- | ---------------- | ---------- |
|             | 下境村      | 境村            | 烏山町          | 那須烏山市       | 那須烏山市 |
|             | 上境村      | 境村            | 烏山町          | 那須烏山市       | 那須烏山市 |
|             | 大木須村    | 境村            | 烏山町          | 那須烏山市       | 那須烏山市 |
|             | 小木須村    | 境村            | 烏山町          | 那須烏山市       | 那須烏山市 |
|             | 横枕村      | 境村            | 烏山町          | 那須烏山市       | 那須烏山市 |
|             | 大沢村      | 境村            | 烏山町          | 那須烏山市       | 那須烏山市 |
|             | 宮原村      | 境村            | 烏山町          | 那須烏山市       | 那須烏山市 |
|             | 小原沢村    | 境村            | 烏山町          | 那須烏山市       | 那須烏山市 |

## 大字
- 下境（しもさかい）
- 上境（かみさかい）
- 大木須（おおぎす）
- 小木須（こぎす）
- 横枕（よこまくら）
- 大沢（おおさわ）
- 宮原（みやばら）
- 小原沢（こはらざわ）

## 行政
| 代 | 氏名       | 就任                      | 退任                       | 備考 |
| -- | ---------- | ------------------------- | -------------------------- | ---- |
| 1  | 斎藤松寿   | 1889年（明治22年）5月16日 | 1893年（明治26年）5月31日  |      |
| 2  | 樋山清蔵   | 1893年（明治26年）5月31日 | 1895年（明治28年）7月18日  |      |
| 3  | 樋山静馬   | 1895年（明治28年）7月19日 | 1897年（明治30年）8月1日   |      |
| 4  | 大関広之助 | 1898年（明治31年）2月12日 | 1900年（明治33年）3月13日  |      |
| 5  | 樋山静馬   | 1900年（明治33年）5月4日  | 1902年（明治35年）10月27日 |      |
| 6  | 樋山清蔵   | 1902年（明治35年）12月9日 | 1903年（明治36年）3月30日  |      |
| 7  | 斎藤松寿   | 1903年（明治36年）8月5日  | 1904年（明治37年）2月15日  |      |
| 8  | 佐藤金五郎 | 1904年（明治37年）5月26日 | 1916年（大正5年）5月19日   |      |
| 9  | 大橋清吉   | 1916年（大正5年）5月21日  | 1928年（昭和3年）5月10日   |      |
| 10 | 佐藤新平   | 1928年（昭和3年）5月11日  | 1931年（昭和6年）11月26日  |      |
| 11 | 斎藤松寿   | 1931年（昭和6年）12月1日  | 1935年（昭和10年）11月30日 |      |
| 12 | 永山吉郎次 | 1935年（昭和10年）12月2日 | 1941年（昭和16年）3月17日  |      |
| 13 | 大橋清之丞 | 1941年（昭和16年）3月25日 | 1944年（昭和19年）4月29日  |      |
| 14 | 永山吉郎次 | 1944年（昭和19年）5月19日 | 1946年（昭和21年）1月14日  |      |
| 15 | 大橋清之丞 | 1946年（昭和21年）1月20日 | 1946年（昭和21年）10月18日 |      |
| 16 | 山村敢     | 1947年（昭和22年）4月5日  | 1954年（昭和29年）3月30日  |      |

## 人口・世帯
| 年                 | 人口  |
| ------------------ | ----- |
| 1891年（明治24年） | 4,393 |
| 1920年（大正 9年） | 5,702 |
| 1935年（昭和10年） | 5,871 |
| 1950年（昭和25年） | 7,087 |

| 年                 | 世帯  |
| ------------------ | ----- |
| 1920年（大正 9年） | 996   |
| 1935年（昭和10年） | 997   |
| 1950年（昭和25年） | 1,166 |